# Giro delle Fiandre 1947
Il Giro delle Fiandre 1947, trentunesima edizione della corsa, fu disputato il 27 aprile 1947, per un percorso totale di 257 km. Fu vinto dal belga Emiel Faignaert, al traguardo con il tempo di 7h05'00", alla media di 38,280 km/h, davanti ai connazionali Roger Desmet e Rik Renders.
I ciclisti che partirono da Gand furono 213; coloro che tagliarono il traguardo a Wetteren furono 55.

## Ordine d'arrivo (Top 10)
| Pos. | Corridore                 | Squadra            | Tempo    |
| ---- | ------------------------- | ------------------ | -------- |
| 1    | Emiel Faignaert           | Groene Leeuw       | 7h05'00" |
| 2    | Roger Desmet              | Alcyon-Dunlop      | s.t.     |
| 3    | Rik Renders               | Garin-Wolber       | s.t.     |
| 4    | Camille Beeckman          | Thompson           | a 12"    |
| 5    | Louis Thiétard            | Metropole-Dunlop   | a 2'05"  |
| 6    | Raymond de Smedt          | Alcyon-Dunlop      | a 2'20"  |
| 7    | Kléber Piot               | Metropole-Dunlop   | a 2'30"  |
| 8    | Georges Claes             | Rochet-Dunlop      | s.t.     |
| 9    | Odiel van den Meersschaut | Garin-Wolber       | s.t.     |
| 10   | Marcel Rijckaert          | Mercier-Hutchinson | s.t.     |